# Юнг, Люсьен
Люсьен Юнг (фр. Lucien Jung, годы жизни неизвестны) — французский шахматист. Серебряный призер чемпионата Франции 1935 г. (турнир проходил в Сан-Альбан-лез-О; Юнг поделил 2—3 места с Н. Рометти; чемпионом Франции стал А. Жибо). В составе сборной Франции участник неофициальной шахматной олимпиады.
Сведения о биографии шахматиста крайне скудны. Иногда его партии приписывают Феликсу Юнгу.

Участники и организаторы 13-го чемпионата Франции и их жены. Сидящая девочка: м-ль Пийон; 1-й ряд: г-жа Эврар, г-жа Жибо, Лион, ван дер Элст, В. Кан, Дез, Ж.-А. Бертран, А. Жибо, г-жа Пийон, г-жа Константен; 2-й ряд: г-жа Дютийоль, Дютийоль, Рету, Н. Рометти, Константен, Пийон, Пенель, Целлер, Бартелеми, г-жа Бартелеми, Л. Юнг; 3-й ряд: Вертадье, Эврар, Мересс, Болье, Лонг, Сапен, Обер, Ж. Бертран, Англаре; 4-й ряд: Муандро и Пинсон

## Спортивные результаты
| Год  | Город            | Соревнование                                                   | + | − | = | Результат | Место |
| ---- | ---------------- | -------------------------------------------------------------- | - | - | - | --------- | ----- |
| 1935 | Сан-Альбан-лез-О | Чемпионат Франции                                              | 5 | 2 | 1 | 5½ из 8   | 2—3   |
| 1936 | Мюнхен           | Неофициальная шахматная олимпиада (сборная Франции, 4-я доска) | 2 | 8 | 7 | 5½ из 17  |       |
|      | Брюссель         | Международный турнир                                           |   |   |   |           |       |